# کوکه‌ایبون

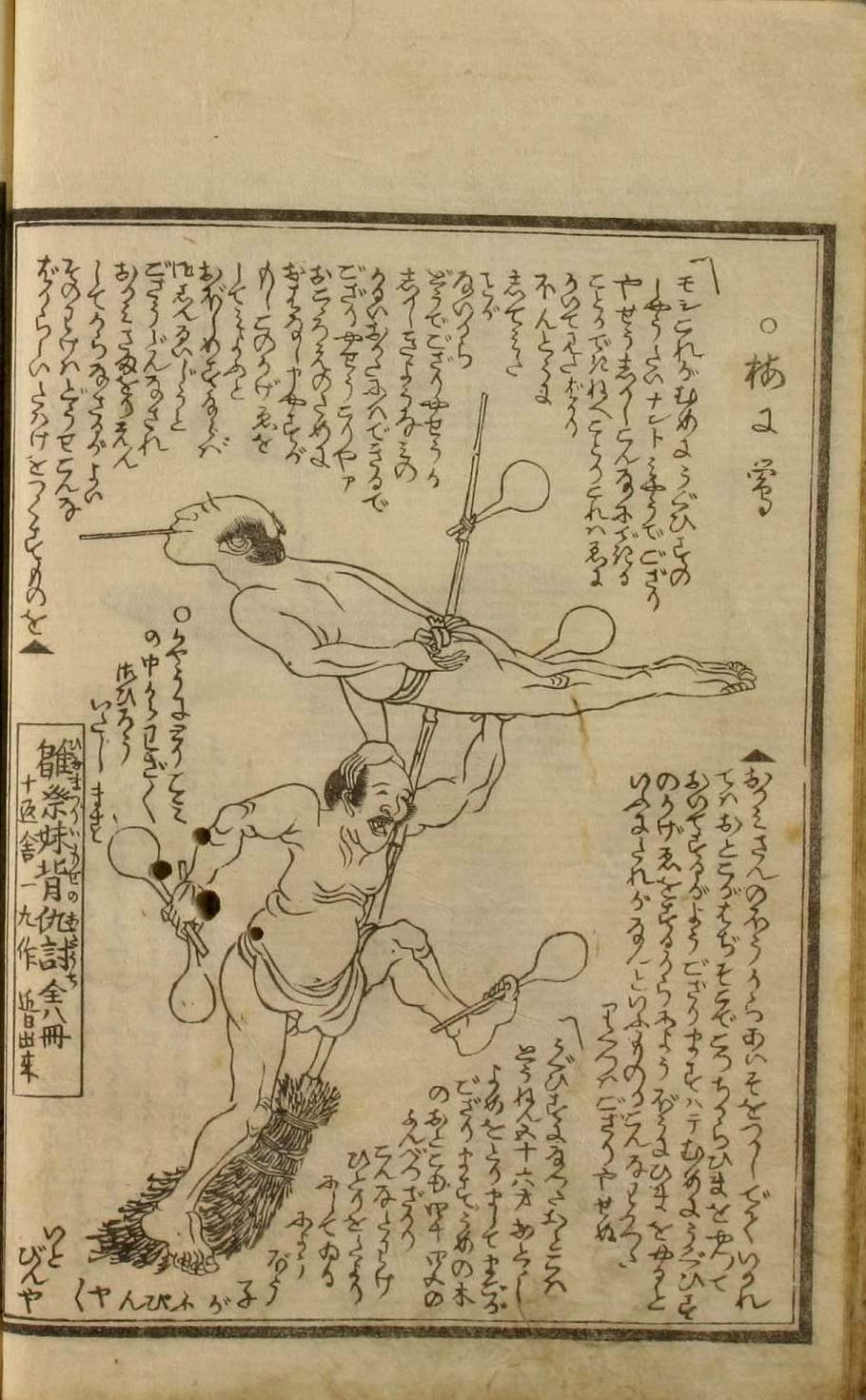
از کتاب «اُتسوریکی» (۱۸۱۰) نوشتهٔ جیپِنشا ایکو، کتابی دربارهٔ چگونگی ساخت تصاویر سایه

کوکه‌ایبون (به ژاپنی: 滑稽本 Kokkeibon)، به معنای واقعی کلمه «کتاب طنز» یک ژانر و نوعی رمان ژاپنی مدرن اولیه ژاپن بود. این ورزش در اواخر دوره ادو در طول قرن نوزدهم به وجود آمد. به عنوان یک ژانر، این اثر رفتارهای طنزآمیزی را که در زندگی روزمره مردم عادی رخ می‌دهد، به تصویر می‌کشد.